# Рапово
Рапово — деревня в Гагаринском районе Смоленской области России. Входит в состав Потаповского сельского поселения. Население — 17 жителей (2007).
Расположена в северо-восточной части области в 8 км к юго-западу от Гагарина, в 1 км южнее автодороги М1 «Беларусь», на берегу реки Полишни. В 9 км северо-восточнее деревни расположена железнодорожная станция Гагарин на линии Москва — Минск.

## История
В годы Великой Отечественной войны деревня была оккупирована гитлеровскими войсками в октябре 1941 года, освобождена в марте 1943 года.